# Journal of Labelled Compounds and Radiopharmaceuticals
Das Journal of Labelled Compounds and Radiopharmaceuticals, abgekürzt J. Label. Compd. Rad., ist eine wissenschaftliche Fachzeitschrift, die vom Wiley-Blackwell-Verlag im Auftrag der International Isotope Society veröffentlicht wird. Die Zeitschrift wurde 1965 unter dem Namen Journal of Labelled Compounds gegründet, erweiterte 1975 den Namen auf Journal of Labelled Compounds and Radiopharmaceuticals und erscheint derzeit mit 14 Ausgaben im Jahr. Es werden Artikel veröffentlicht, die sich mit dem Einsatz von markierten Verbindungen beschäftigen.
Der Impact Factor lag im Jahr 2014 bei 1,273. Nach der Statistik des ISI Web of Knowledge wird das Journal mit diesem Impact Factor in der Kategorie Analytische Chemie an 54. Stelle von 74 Zeitschriften, in der Kategorie biochemische Forschungsmethoden an 67. Stelle von 79 Zeitschriften und in der Kategorie medizinische Chemie an 45. Stelle von 59 Zeitschriften geführt.